# ازدواج ناهم‌تراز

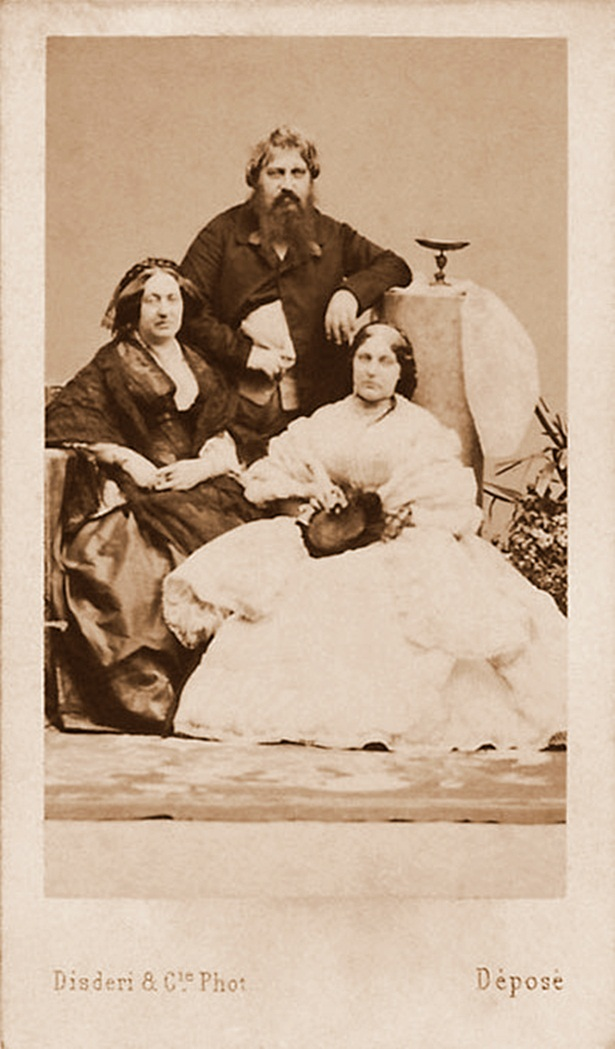
چارلز فردیناند، شاهزاده کاپوآ (بالا) به همراه همسر انگلیسی-ایرلندی مورگاناتیکش، پنه لوپه اسمیت (سمت چپ) و دخترشان ویتوریا (راست)

ازدواج ناهم‌تراز به ازدواج بین افرادی از دو طبقه اجتماعی متفاوت گفته می‌شود. این نوع ازدواج معمولاً بین مردی از یک خانواده سلطنتی و زنی از طبقه پایین‌تر رخ می‌دهد و مانع انتقال عناوین و موقعیت مرد به زن و فرزندان حاصل از ازدواج می‌شود. فرزندان این ازدواج کماکان مشروع تلقی می‌شوند و منع چندهمسری نیز پابرجاست.